# Episodi di Love Life (seconda stagione)
La seconda stagione della serie televisiva Love Life è stata trasmessa dall'emittente televisiva HBO Max dal 28 ottobre all'11 novembre 2021.
| n° | Titolo originale             | Titolo italiano              | Prima TV USA     | Pubblicazione Italia |
| -- | ---------------------------- | ---------------------------- | ---------------- | -------------------- |
| 1  | Mia Hines                    | Mia Hines                    | 28 ottobre 2021  | 13 gennaio 2022      |
| 2  | Paloma                       | Paloma                       | 28 ottobre 2021  | 13 gennaio 2022      |
| 3  | Destiny Mathis               | Destiny Mathis               | 28 ottobre 2021  | 13 gennaio 2022      |
| 4  | Ola Adebayo                  | Ola Adebayo                  | 4 novembre 2021  | 13 gennaio 2022      |
| 5  | Becca Evans                  | Becca Evans - Parte 1        | 4 novembre 2021  | 13 gennaio 2022      |
| 6  | Becca Evans Part II          | Becca Evans - Parte 2        | 4 novembre 2021  | 13 gennaio 2022      |
| 7  | Suzanné Hayward & Leon Hines | Suzanné Hayward e Leon Hines | 11 novembre 2021 | 13 gennaio 2022      |
| 8  | Yogi & Kian                  | Yogi e Kian                  | 11 novembre 2021 | 13 gennaio 2022      |
| 9  | Marcus Watkins               | Marcus Watkins               | 11 novembre 2021 | 13 gennaio 2022      |
| 10 | Epilogue                     | Epilogo                      | 11 novembre 2021 | 13 gennaio 2022      |